# أبيجيل مكيرن
أبيجيل مكيرن (بالإنجليزية: Abigail McKern)‏ هي ممثلة بريطانية، ولدت في 1955 في لندن في المملكة المتحدة.

## وصلات خارجية
- أبيجيل مكيرن على موقع IMDb (الإنجليزية)
- أبيجيل مكيرن على موقع قاعدة بيانات الفيلم (الإنجليزية)